# Bataille de Saint-Louis-du-Sud
Guerre de Succession d'Autriche
Batailles
- Mollwitz (04-1741)
- Chotusitz (05-1742)
- Sahay (05-1742)
- Prague (06/12-1742)
- Dettingen (06-1743)
- Cap Sicié (02-1744)
- 19 mai 1744
- Menin (05/06-1744)
- Ypres (06-1744)
- Furnes (07-1744)
- Fribourg (11-1744)
- Tournai (04/06-1745)
- Pfaffenhofen (04-1745)
- Fontenoy (05-1745)
- Hohenfriedberg (06-1745)
- Melle (07-1745)
- Gand (07-1745)
- Bruges (07-1745)
- Audenarde (07-1745)
- Termonde (08-1745)
- Ostende (08-1745)
- Nieuport (08/09-1745)
- Ath (09/10-1745)
- Soor (09-1745)
- Hennersdorf (11-1745)
- Kesselsdorf (12-1745)
- Culloden (04-1746)
- Mons (06/07-1746)
- Bruxelles (01/02-1746)
- Namur (09-1746)
- Charleroi (07/08-1746)
- Lorient (09/10-1746)
- Rocourt (10-1746)
- Cap Finisterre (1er) (05-1747)
- Lauffeld (07-1747)
- Bergen-op-Zoom (07/09-1747)
- Cap Finisterre (2e) (10-1747)
- Saint-Louis-du-Sud (03-1748)
- 18 mars 1748
- Maastricht (04/05-1748)

Campagnes italiennes
- Combat de Saint-Tropez (06-1742)
- Camposanto (02-1743)
- Villafranca (04-1744)
- Casteldelfino (07-1744)
- Velletri (08-1744)
- Madonne de l'Olmo (09-1744)
- Bassignana (09-1745)
- Josseau (10-1745)
- Plaisance (06-1746)
- Tidone (08-1746)
- Rottofreddo (08-1746)
- Gênes (1er) (12-1746)
- Gênes (2e) (07-1747)
- Assietta (07-1747)

La bataille de Saint-Louis-du-Sud ou bataille de Port Louis est un combat qui oppose, le 22 mars 1748, une escadre britannique commandée par l'amiral Charles Knowles, à Saint-Louis-du-Sud dans la colonie française de Saint-Domingue à une garnison française, retranchée dans une forteresse et commandée par la gouverneur de l'île Étienne Cochard de Chastenoye, pendant la guerre de Succession d'Autriche,.

## Contexte

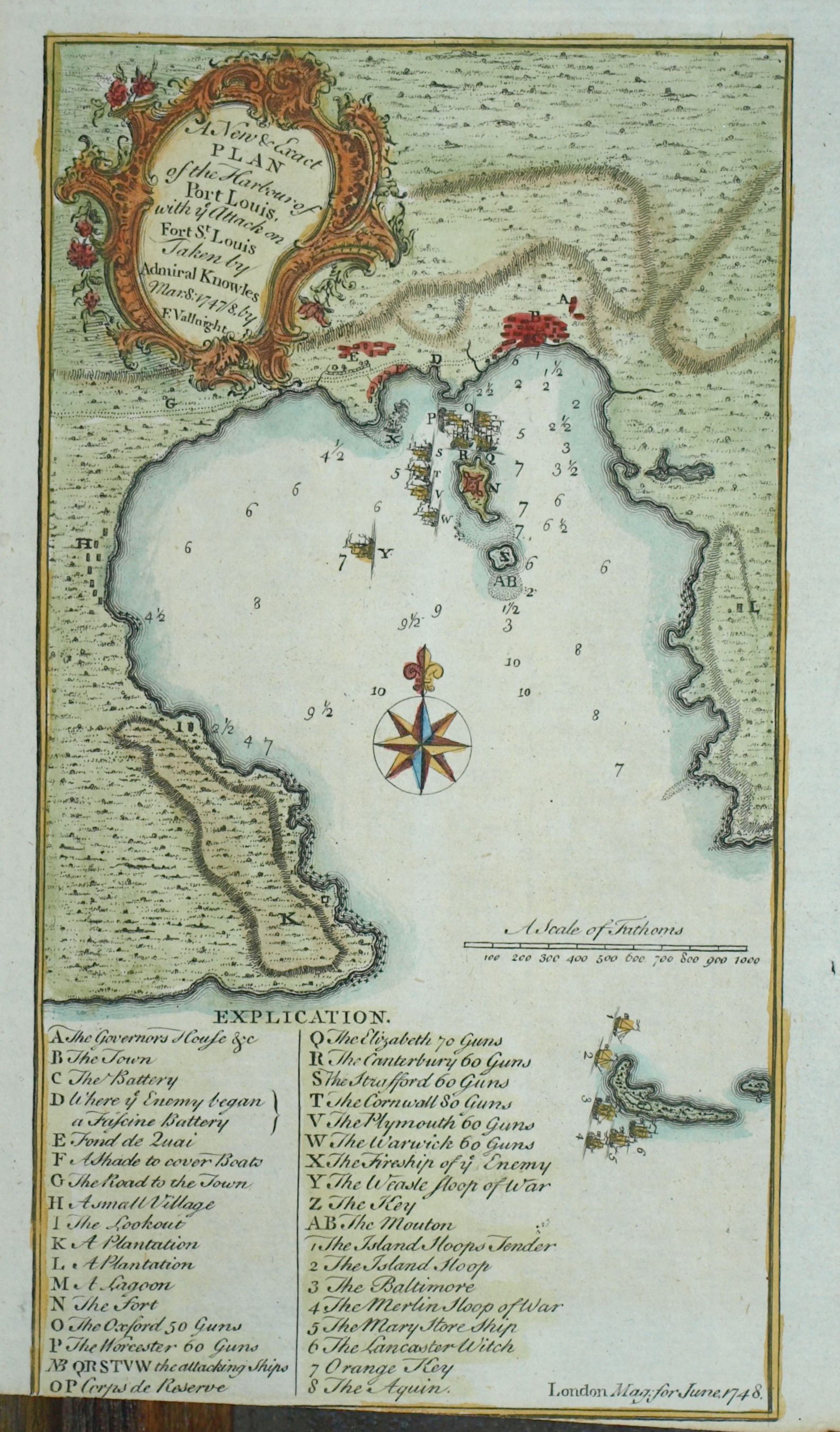
Un plan de Saint-Louis-du-Sud (1748)

En 1748, la guerre de Succession d'Autriche touche à sa fin. La Grande-Bretagne avait attaqué avec un succès mitigé les colonies espagnoles en Amériques du sud depuis 1739, dans un conflit périphérique surnommé guerre de l'oreille de Jenkins. Le conflit qui sévit alors en Europe s'étend progressivement aux Caraïbes et les colonies françaises — Guadeloupe, Martinique et Saint-Domingue — deviennent des cibles pour la Grande-Bretagne et sont soumises à un blocus maritime par la Royal Navy. Knowles qui avait été nommé au poste de gouverneur de Louisbourg à la suite de la chute de la forteresse française en 1745 est promu au rang de contre-amiral de l'escadre blanche le 15 juillet 1747 et nommé commandant-en-chef de la station des Antilles, basée à la Jamaïque.
Knowles qui avait prévu initialement d'attaquer la ville espagnole de Santiago de Cuba avec son escadre, doit changer ses plans en raison de forts vents contraires et décide alors d'attaquer le fort de Saint-Louis-du-Sud,. Peu avant midi, le 22 mars 1748 à bord de l'HMS Elizabeth, Knowles se présente devant la baie de Port Saint Louis, prenant par surprise la garnison chargée de défendre le fort. L'escadre britannique est alors forte de neuf vaisseaux de ligne, elle est composée du HMS Cornwall (80 canons), du HMS Elizabeth (70), du HMS Plymouth (60), du HMS Canterbury (60), du HMS Strafford (60), du HMS Warwick (60), du HMS Worcester (60), du HMS Oxford (54), et des sloops HMS Merlin (14) et HMS Weazel (16). Face à elle se dresse une imposante forteresse aux murs de pierre de 24 pieds (7,32 m), défendue par 78 canons, une garnison de 310 hommes et une compagnie d'artilleurs noirs, sous les ordres du gouverneur Étienne Cochard de Chastenoye.

## La bataille
Les Français ouvrent le feu à 12 h 5 alors que les vaisseaux de britanniques restent silencieux dans un premier temps et viennent se mettre à l'ancre, sous les remparts. Knowles ordonne alors à ses capitaines de tirer une volée de bordées à bout portant. Un vif échange d'artillerie s'ensuit pendant trois heures ; les vaisseaux britanniques écrasant le fort français sous le nombre de leurs canons. Les vaisseaux britannique disposent de 714 canons, dont seulement la moitié peuvent être utilisés. En désespoir de cause, les Français envoient un brûlot, obligeant le HMS Elizabeth à couper ses câbles pour échapper au danger
Le reste des vaisseaux britannique continue dans le même temps à maintenir la pression sur les défenseurs, à tel point que les murs du fort commençaient à s'effondrer et que les répliques de l'artillerie française se faisaient plus sporadiques. De nombreux canons avaient été endommagés et plusieurs artilleurs avaient été tués par les tirs britanniques. Les pertes côté français s'élèvent alors à 160 tués, alors que les Britanniques doivent déplorer 19 tués et 50 blessés. Voyant l'état de destruction du fort et que les tirs britanniques ne faiblissaient pas en intensité, Chastenoye n'a d'autre choix que d'envoyer un officier à 15 h 0 porteur d'une offre de reddition. Knowles le reçoit, fait une contre-offre que le commandant français accepte une demi-heure plus tard. Selon les termes de la reddition, les Français se rendraient aux Britanniques qui occuperaient le fort, sans molestation.

## Conséquences
La garnison française se rend et, conformément à l'accord passé, ses hommes sont rapidement relâchés et se rendent dans l'établissement français le plus proche, en conservant leurs armes et en s'engageant à ne plus combattre les forces britanniques pendant un an et un jour
Les soldats et marins britanniques occupent le fort et débutent sa démolition. Celle-ci dure une semaine. Knowles et son escadre reprennent la mer le 30 mars et, sachant leur victoire complète, ils se mettent en direction de Santiago de Cuba, où ils seront cette fois repoussés par les Espagnols,.

### Sources et bibliographie
- (en) William Laird Clowes, The Royal Navy : A History - From the Earliest Times to 1900, vol. 1, Chatham Publishing, 2003, 698 p. (ISBN 978-1-86176-010-4)
- (en) David Marley, Wars of the Americas : A Chronology of Armed Conflict in the Western Hemisphere, Santa Barbara, Californie, ABC-CLIO, 2008, 1112 p. (ISBN 978-1-59884-100-8)
- (en) N.A.M Rogers, Mayhem : Post-War Crime and Violence in Britain, 1748-53, Yale University Press, 2013, 258 p. (ISBN 978-0-300-16962-1, présentation en ligne)